# Gonopodium

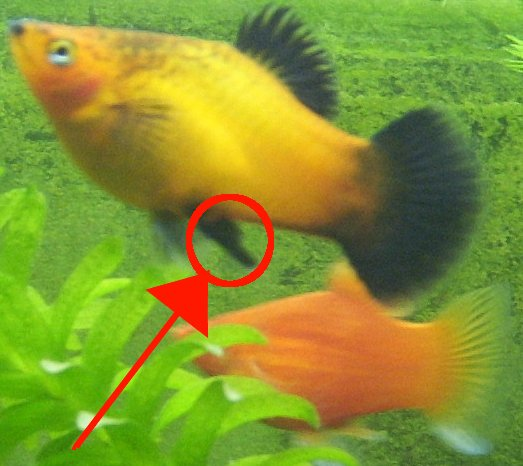
Gonopodium beim Platy (Xiphophorus maculatus)

Als Gonopodium (griechisch gon „Zeugung“ oder gonos „Geburt“, „Abkunft“ und podion „Füßchen“; Mehrzahl Gonopoden) bezeichnet man allgemein eine umgewandelte Extremität, die der Begattung dient. Gebräuchlich ist der Begriff sowohl bei verschiedenen Gruppen der Gliederfüßer (Arthropoda), etwa den Krebstieren (Crustacea) und den Myriapoda, und bei Knochen- und Knorpelfischen. Bei einigen Gliederfüßern handelt es sich bei den Gonopoden um das umgewandelte erste Beinpaar des Hinterleibes (Abdomen).

## Gonopodien bei Knochenfischen

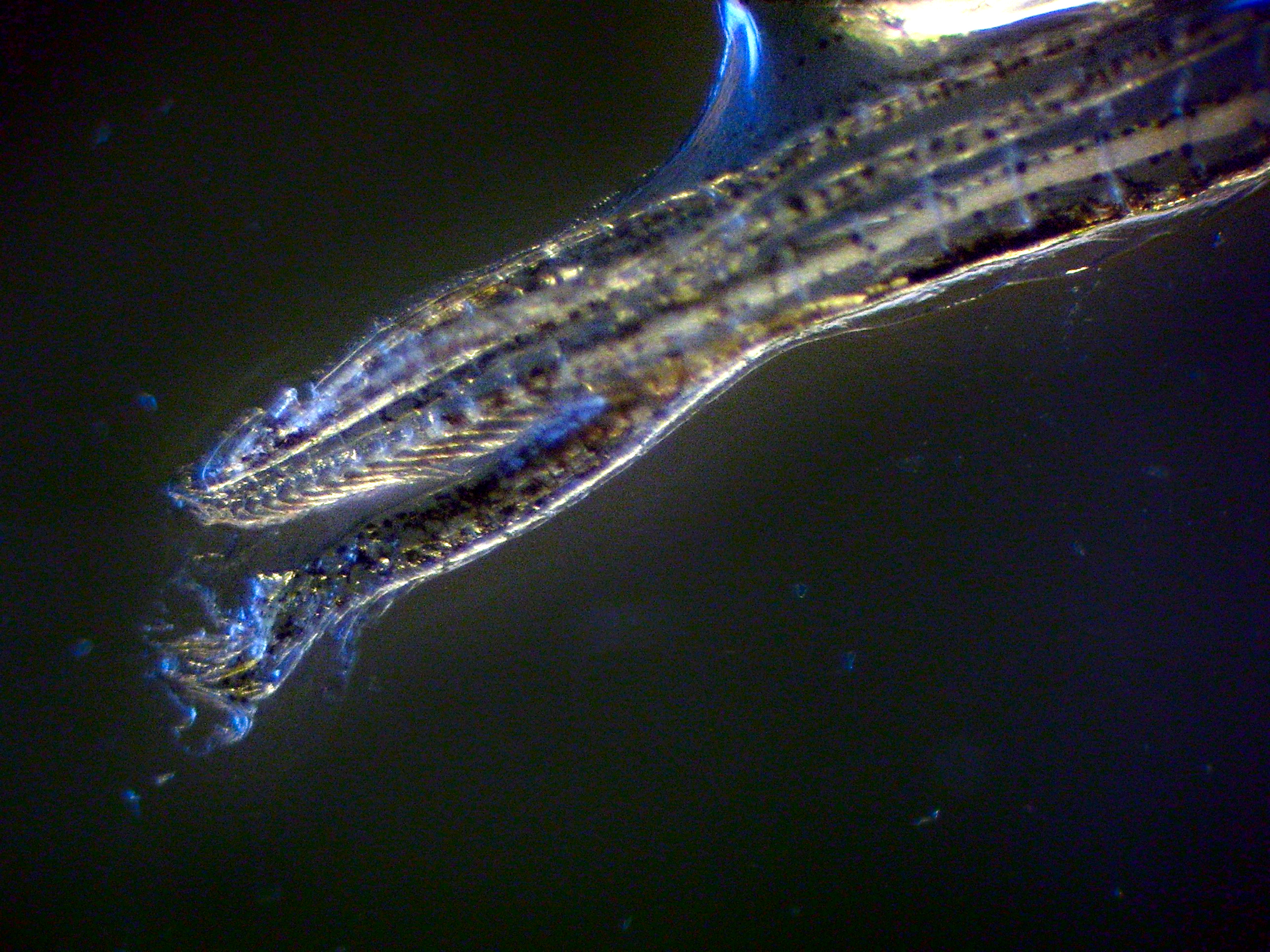
An der Gonopodienspitze des Endlers Guppys befinden sich zahlreiche hakenförmige Fortsätze

Das Gonopodium oder die Begattungsflosse der Fische ist ein Organ, das aus den umgewandelten Strahlen der Afterflosse (Anale) besteht. Mit diesem Organ ist die Begattung des Weibchens möglich, wodurch letztlich die Keimzellen im Leib des Weibchens befruchtet werden können, was wiederum das Lebendgebären ermöglicht. Man findet dieses unter anderem bei lebendgebärenden Zahnkarpfen. Das Gonopodium endet bei den meisten Arten mit einem mehr oder weniger deutlichen Haken oder einer Klaue.
Man findet bei anderen Arten analoge Organe mit der gleichen Aufgabe, wie zum Beispiel das Andropodium bei den Halbschnabelhechten (Hemirhamphodon) oder den Hochlandkärpflingen (Goodeidae).
Bei der Begattung führt das Männchen das Gonopodium kurz in die Geschlechtsöffnung des Weibchens ein. Mit dem Haken oder der Klaue kann es sich während der Übergabe des Spermas besser festhalten, um den Befruchtungserfolg zu erhöhen.

## Gonopodium der Tierläuse
Die Gonopoden der Tierläuse sind paarige, sklerotisierte, abgeflachte Lappen oder Platten an den Hinterleibssegmenten 8 und 9. Das Gonopodium 8 trägt eine Reihe randständiger Borsten. Das Gonopodium 9 wird auch als Genitallappen (genital lobe) bezeichnet. Es handelt sich um eine paarige Bildung nahe des Seitenrands des neunten Hinterleibssegments, welches mit einem Büschel oder einer Reihe Borsten besetzt ist. Meist ist eine vergrößerte Borste (Genitalborste) vorhanden.